# Jugoslavien i olympiska vinterspelen 1928
Jugoslavien deltog med 6 deltagare vid de olympiska vinterspelen 1928 i Sankt Moritz. Ingen av landets deltagare erövrade någon medalj.

## Trupp
- Längdskidåkning
  - Joško Janša
  - Stane Kmet
  - Janko Janša
  - Stane Bervar
  - Peter Klofutar
  - Boris Režek